# Grenzpatrouille
Grenzpatrouille ist ein US-amerikanisches Filmdrama aus dem Jahr 1982 von Tony Richardson mit Jack Nicholson und Harvey Keitel.

## Handlung
Charlie Smith ist Beamter der Grenzpatrouille (United States Border Patrol). Sein Job ist es illegale Einwanderer in Los Angeles aufzuspüren und zu verhaften. Als er dem Drängen seiner Frau Marcy nachgibt, ziehen sie nach El Paso und verschulden sich mit dem Kauf eines Bungalows. Marcys Freunde, Savannah und Cat, der ebenfalls für die Grenzpatrouille arbeitet, sind ihre Nachbarn.
Smith findet heraus, dass einige seiner Kollegen und sein Chef Red korrupt sind. Cat ist an der Organisation der illegalen Einwanderung von Mexikanern beteiligt. Marcy macht weitere Schulden, als sie die neue Wohnung teuer einrichtet und einen Swimming Pool bauen lässt. Aufgrund dieser Schulden sieht sich Charlie Smith gezwungen bei Cat und den Menschenschmugglern mitzumachen.
Charlie Smith lernt die illegale Einwanderin Maria kennen, deren Kind von den Menschenschmugglern entführt wurde. Es soll an Adoptiveltern verkauft werden. Der Beamte will ihr helfen das Kind zu finden. Maria bietet ihm dafür Sex mit ihr an, aber Smith lehnt es ab. Er sagt, er möchte „einmal etwas Anständiges machen“. Er gibt ihr etwas Geld und die Adresse eines Menschenschmugglers, damit sie in den Staaten arbeiten kann.
Auch Marias Bruder Juan will illegal in die Vereinigten Staaten kommen. Als die mexikanischen Einwanderer nach dem von bestochenen Grenzpolizisten ermöglichten Grenzübertritt von den Menschenschmugglern in einen Transporter eingeladen werden, erregen Juan und ein Freund den Verdacht der Schleuser; bei einer Durchsuchung werden bei den Männern Drogen gefunden. Die wütenden Schmuggler schießen auf beide Männer. Juan flieht schwer verletzt, während der andere Mann auf der Stelle tot ist. Juan stirbt, nachdem er es zu seiner Baracke geschafft hat, an den Folgen der Verletzung. Der Transporter wird von zwei Grenzpolizisten entdeckt, die nicht an der Korruption beteiligt sind und verunglückt nach einer Verfolgungsjagd. Smith nimmt die verletzte Maria einfach mit, verarztet sie und bringt sie nach Mexiko zurück, wo sie die Leiche ihres inzwischen verstorbenen Bruders findet. 
Charlie Smith sucht und findet das entführte Baby. Er wird unterwegs von Cat und zwei anderen Kollegen in eine Falle gelockt und  angegriffen. Smith tötet die Männer. Dann bringt er das Kind zu Maria zurück.

## Kritiken
Vincent Canby schrieb in The New York Times (29. Januar 1982), der Film sei brutal. Man könne ihn nicht leicht einordnen. Er sei „intelligent“ gemacht, die Regie und die Darstellungen seien gut, er wirke jedoch wie ein vorhersehbarer Fernsehfilm. Das Drehbuch sei „kompetent“ und „sorgfältig“ geschrieben.
Das Lexikon des internationalen Films befand: „Mit Action-Versatzstücken inszenierte, streckenweise recht spannende sozialkritische Milieustudie.“